# 訃報 1971年7月
訃報 1971年7月（ふほう 1971ねん7がつ）では、1971年（昭和46年）7月中に物故した、又は物故が報じられた人物についてまとめる。

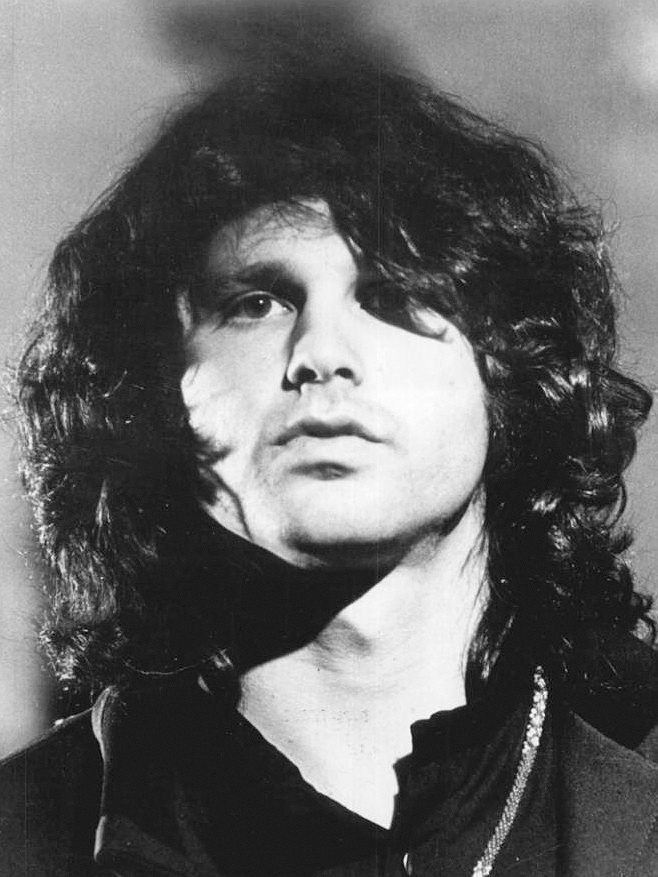
ジム・モリソン / 7月3日没

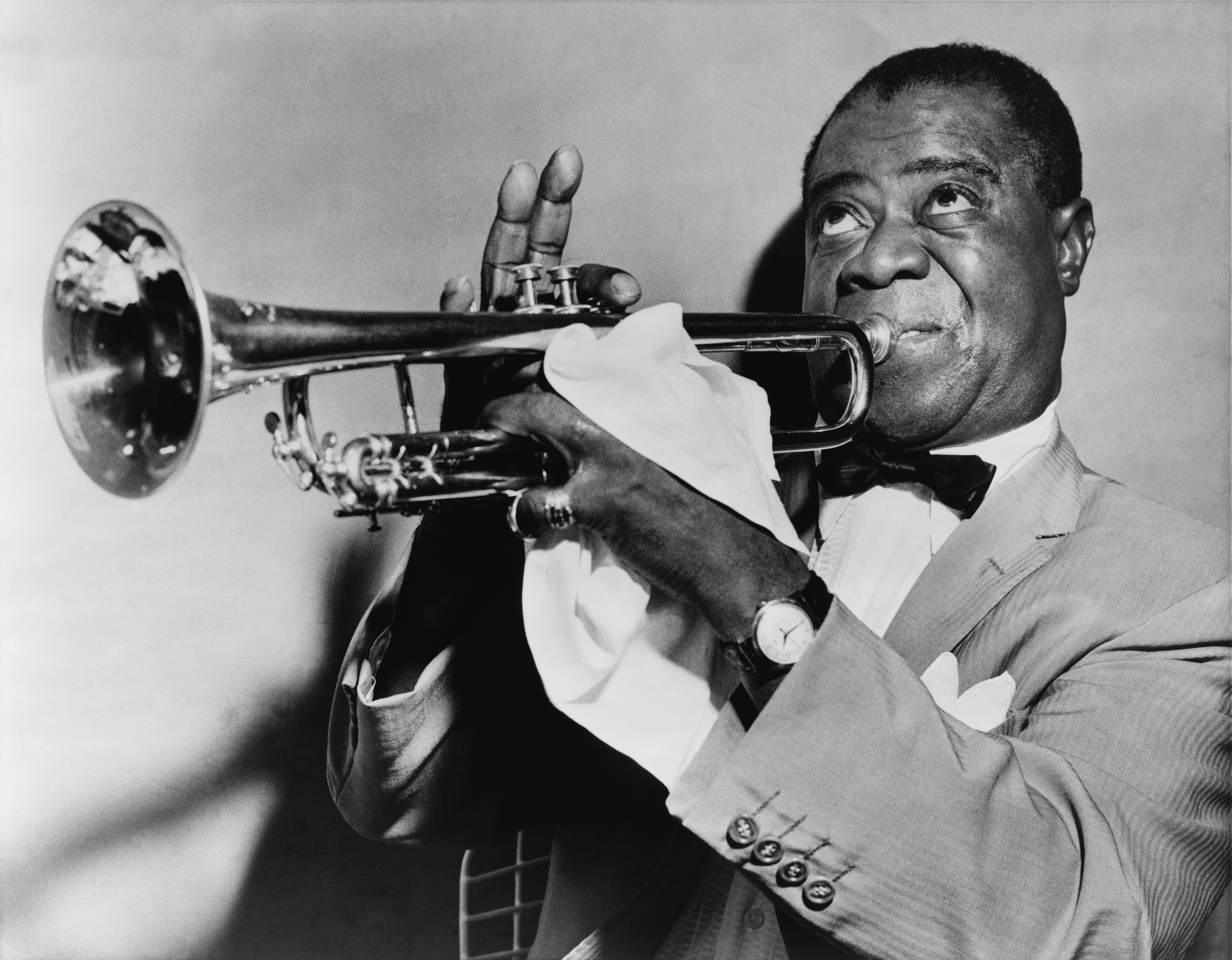
ルイ・アームストロング / 7月6日没

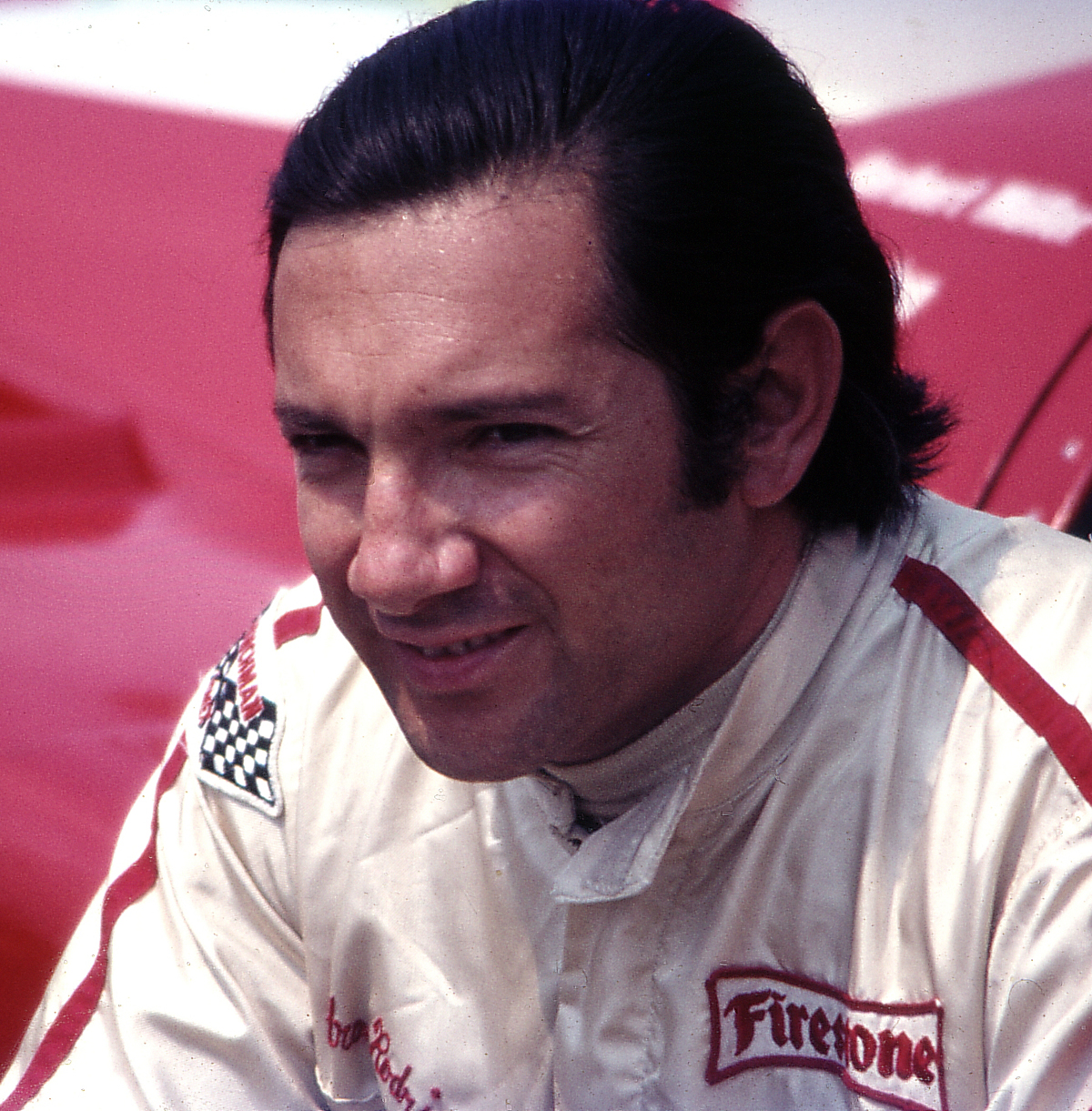
ペドロ・ロドリゲス / 7月11日没

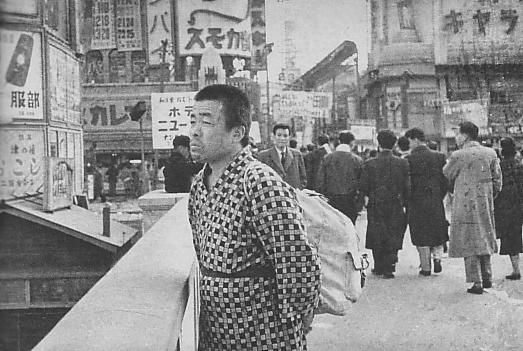
山下清 / 7月12日没

## （1日 - 15日）
- 7月1日 - ローレンス・ブラック、物理学者（* 1890年）
- 7月1日 - 呉泰次郎、作曲家（* 1907年）
- 7月1日 - タダス・イヴァナウスカス、動物学者（* 1882年）
- 7月2日 - 金岡嶠、陸軍軍人（* 1890年）
- 7月2日 - 平井蒼太、ミステリー作家・豆本作家（* 1900年）
- 7月2日 - 袋一平、翻訳家・映画評論家（* 1897年）
- 7月3日 - 柏谷富衛、競走馬調教師（* 1916年）
- 7月3日 - ジム・モリソン、ロック・ミュージシャン（* 1943年）
- 7月3日 - 志田重男、労働運動家・社会主義運動家（* 1911年）
- 7月4日 - オーガスト・ダーレス、作家（* 1909年）
- 7月4日 - 八木徹雄、自由民主党衆議院議員（* 1916年）
- 7月5日 - 加藤鐐造、労働運動家・政治家（* 1899年）
- 7月6日 - ルイ・アームストロング、ジャズ・ミュージシャン（* 1901年）
- 7月7日 - アブ・アイワークス、アニメーター・特殊効果技師（* 1901年）
- 7月8日 - 山本伊三郎、政治家・参議院議員（* 1906年）
- 7月8日 - 篠原秀吉、新聞記者・実業家（* 1886年）
- 7月8日 - 尾崎翠、小説家（* 1896年）
- 7月8日 - 栗山長次郎、ジャーナリスト・政治家（* 1896年）
- 7月9日 - 松田文雄、洋画家（* 1908年）
- 7月11日 - ジョン・W・キャンベル、SF作家、編集者（* 1910年）
- 7月11日 - 勝目清、政治家（* 1894年）
- 7月11日 - ペドロ・ロドリゲス、レーシングドライバー（* 1940年）
- 7月11日 - タリサ・ゲティ、女優（* 1940年）
- 7月12日 - 山下清、画家（* 1922年）
- 7月13日 - 小原重孝、陸軍軍人（* 1899年）
- 7月13日 - ジョゼフ・J・クラーク、軍人（* 1893年）
- 7月13日 - 益子かつみ、漫画家（* 1924年）
- 7月15日 - 吉沢岳男、元プロ野球選手（* 1933年)
- 7月15日 - 杉浦照、競馬騎手・調教師（* 1894年）
- 7月15日 - ビル・トンプソン、声優（* 1913年）

## （16日 - 31日）
- 7月17日 - クリフ・エドワーズ、歌手・声優（* 1895年）
- 7月18日 - 斉藤行蔵、医師・政治家（* 1896年）
- 7月19日 - 馬越晃、実業家・政治家（* 1902年）
- 7月20日 - 秋沢芳馬、海軍軍人（* 1869年）
- 7月22日 - 大貫大八、弁護士・農民運動家・政治家（* 1903年）
- 7月22日 - 根岸佶、経済学者（* 1874年）
- 7月23日 - ヴァン・ヘフリン、俳優（* 1910年）
- 7月23日 - 立田野邦清、大相撲力士（* 1918年）
- 7月23日 - ウィリアム・タブマン、政治家（* 1895年）
- 7月24日 - 本領信治郎、政治家・教育者（* 1903年）
- 7月25日 - 蔦田二雄、キリスト教牧師・伝道者（* 1906年）
- 7月25日 - 井上信貴男、実業家・政治家（* 1908年）
- 7月25日 - 加世田哲彦、海軍軍人（* 1897年）
- 7月25日 - 大倉邦彦、大倉精神文化研究所創設者（* 1882年）
- 7月26日 - ダイアン・アーバス、写真家（* 1923年）
- 7月26日 - 井上登、最高裁判所判事（* 1885年）
- 7月29日 - 伊集院兼高、薬学者・政治家・華族（* 1895年）
- 7月30日 - 佐藤円治、俳優（* 1897年）
- 7月31日 - 中村藤吉、剣道家（* 1887年）
- 日付不明 - 加藤七左衛門、剣道家（* 1880年）
- 日付不明 - フレッチャー・スティール、造園家（* 1885年）